# اینمارست
اینمارست (به انگلیسی: Inmarsat) یک شرکت بریتانیایی فعال در حوزهٔ ارتباطات است. سهام این شرکت در بورس لندن ارائه می‌شود.
یکی از مبادی ورودی اینترنت در ایران، ماهواره‌ای متعلق به شرکت اینمارست است.
اعلام سرنوشت هواپیمای مفقود شده مالزیایی در سال ۲۰۱۴ بر اساس تحلیل اطلاعات این شرکت بوده‌است.